# Löpande räkning
Löpande räkning är en ekonomisk term som innebär att redovisning av och betalning för varor och utförda tjänster sker efter hand (löpande) efter gällande dagspris. Motsatsen blir då ett så kallat fastpris. Det finns även "löpande räkning med tak" vilket innebär att ett visst högsta pris överenskoms mellan kontraktsparterna (uppdragsgivare och uppdragstagare).